# 白い巨塔 (1990年のテレビドラマ)
『白い巨塔』（しろいきょとう）は、1990年4月2日・4月3日にテレビ朝日系列で放送されたテレビドラマである。テレビ朝日と大野木オフィスの共同製作。全2話。
山崎豊子の小説『白い巨塔』を映像化した作品の1つ。テレビ朝日による映像化作品としては、NETテレビ時代に連続ドラマとして放送された1967年版（全26話）以来となる。
本放送翌年の1991年に、テレビ朝日が関東ローカルの新春特別企画として本作の再放送を行ったことがある。また、神奈川県横浜市にある放送ライブラリーでは本作の視聴が可能である。

## 放送時間
いずれも日本標準時。
- 第1話：月曜 20:02 - 22:24 （1990年4月2日）
- 第2話：火曜 20:02 - 22:24 （1990年4月3日）

## キャスト
- 財前五郎：村上弘明 - （浪速大学医学部第一外科助教授 → 教授）
- 里見脩二：平田満 - （浪速大学医学部第一内科助教授 → 近畿がんセンター医師）
- 花森ケイ子：池上季実子 -  （財前五郎の愛人。バー「アラジン」のホステス）
- 東佐枝子：紺野美沙子 -  （東貞蔵の娘）
- 里見三知代：石井めぐみ - （里見脩二の妻）
- 財前杏子： 高橋ひとみ - （財前五郎の妻）
- 関口弁護士：江藤潤 - （原告側弁護士）
- 河野弁護士：近藤洋介 - （被告側弁護士）
- 船尾教授：藤田敏八 - （東都大学教授）
- 菊川教授：有川博 - （能登大学教授）
- 佃講師：斎藤洋介 - （第一外科医局長 → 講師）
- 安西医局長：そのまんま東 - （第一外科医局員 → 医局長）
- 金井助教授：頭師孝雄 - （第一外科講師 → 助教授）
- 今津教授：東野英心 - （第二外科教授）
- 葉山教授：立川三貴 - （産婦人科教授）
- 野坂教授：中尾彬 - （整形外科教授）
- 大河内教授：下元勉 - （病理学科教授）
- 河合教授：津村鷹志 - （小児科教授）
- 佐々木庸平／安田太一：小鹿番 - （胃癌患者）
- 佐々木よし江：坂本スミ子 - （佐々木庸平の妻）
- 岩田重吉：高城淳一 - （浪速医師会長）
- 亀山君子：小鹿みき - （第一外科病棟婦長）
- 亀山君子の夫：西川のりお
- 加奈子：盛本真理子 - （バー「アラジン」のホステス）
- 大阪高等裁判所裁判長：庄司永建
- 原文部事務次官：新田昌玄
- 柳原医局員：堤真一 - （第一外科医局員・佐々木庸平の担当医）
- ナレーター／ニュースを読むアナウンサー：石原良
- 財前又一：藤岡琢也 - （財前産婦人科院長・財前五郎の義父）
- 鵜飼医学部長：丹波哲郎 - （浪速大学医学部長・第一内科教授）
- 東貞蔵：二谷英明 - （第一外科教授 → 近畿労災病院長）
- 伊藤正博、阿部六郎、北山雅康、野村信次、重松収、松村彦次郎、長沢大、須永慶、内山森彦、表淳夫、加賀谷純一、加藤正之　ほか

## スタッフ
- 原作：山崎豊子
- 脚本：吉田剛
- 監督：池広一夫
- 音楽：本多俊之
- 選曲：合田豊
- 医事監修：岡田英彦
- 法律監修：鈴木俊光
- 助監督：河村毅
- 技術協力：ニユーテレス、アンサーズ
- 制作協力：テレテック
- プロデューサー：大野木直之、大野秀樹、稲垣健司
- 制作：テレビ朝日、大野木オフィス